# Ginástica artística nos Jogos Olímpicos de Verão de 2008 - Cavalo com alças
A final masculina do cavalo com alças da ginástica artística nos Jogos Olímpicos de Verão de 2008 foi realizada no Estádio Nacional Indoor de Pequim, em 17 de agosto.

## Medalhistas
| Ouro   | CHN Xiao Qin    |
| Prata  | CRO Filip Ude   |
| Bronze | GBR Louis Smith |

## Atletas classificados
- CHN Xiao Qin
- VEN José Luis Fuentes
- CRO Filip Ude
- CHN Yang Wei
- GBR Louis Smith
- USA Alexander Artemev
- JPN Hiroyuki Tomita
- KOR Kim Ji-Hoon

## Resultados
| Pos.              | Ginasta               | Nota A | Nota B | Pen. | Total  |
| ----------------- | --------------------- | ------ | ------ | ---- | ------ |
| Medalha de ouro   | CHN Xiao Qin          | 6.400  | 9.475  |      | 15.875 |
| Medalha de prata  | CRO Filip Ude         | 6.400  | 9.325  |      | 15.725 |
| Medalha de bronze | GBR Louis Smith       | 6.700  | 9.025  |      | 15.725 |
| 4                 | CHN Yang Wei          | 6.200  | 9.250  |      | 15.450 |
| 5                 | JPN Hiroyuki Tomita   | 6.100  | 9.275  |      | 15.375 |
| 6                 | KOR Kim Ji-Hoon       | 6.100  | 9.075  |      | 15.175 |
| 7                 | USA Alexander Artemev | 6.300  | 8.675  |      | 14.975 |
| 8                 | VEN José Luis Fuentes | 6.300  | 8.350  |      | 14.650 |